# Rampside
Koordinaten: 54° 5′ N, 3° 10′ W

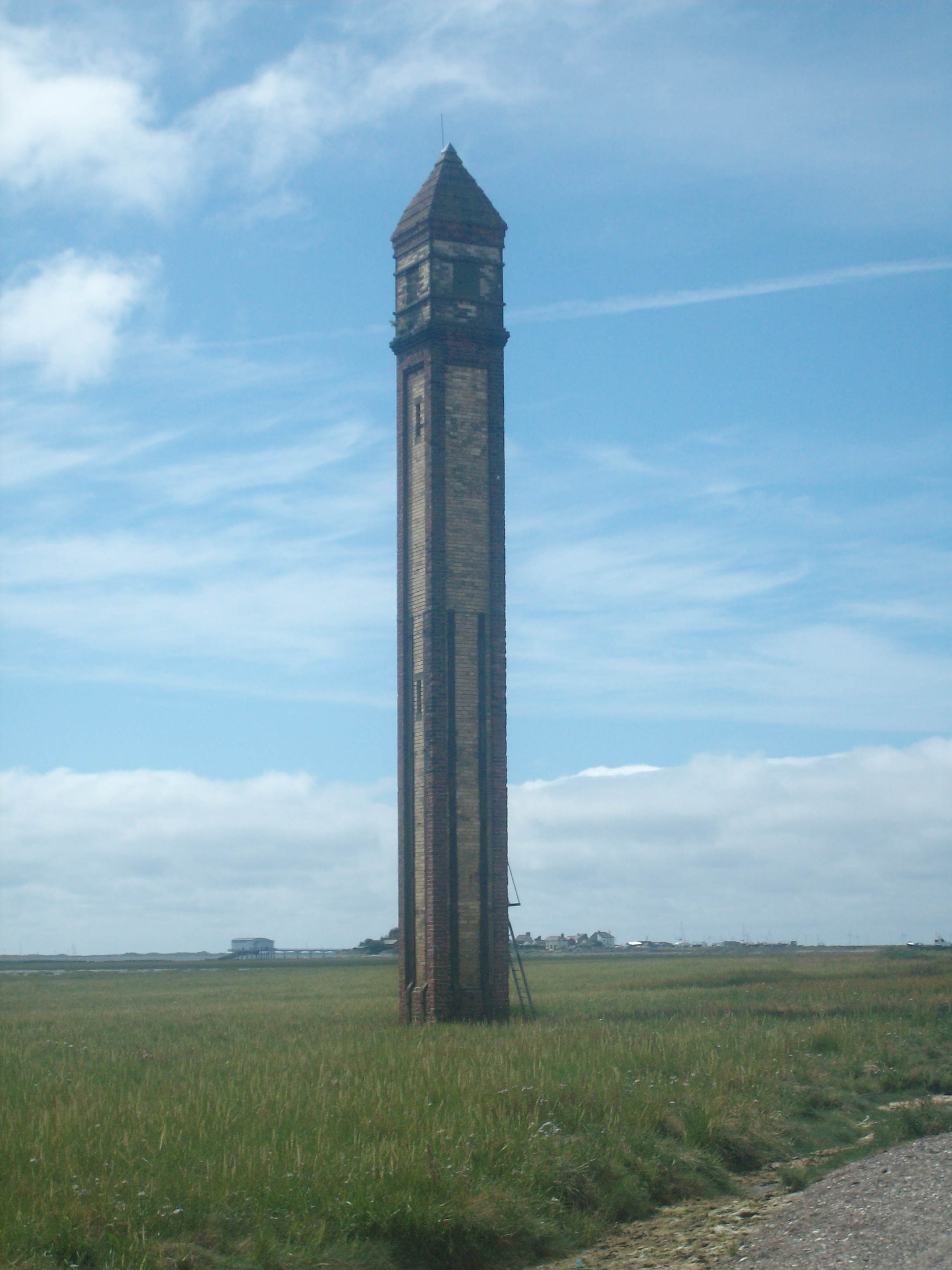
Der Leuchtturm von Rampside

Rampside ist ein Dorf südlich von Barrow-in-Furness am südlichen Rand der Furness-Halbinsel, am nördlichen Rand der Morecambe Bay.
In den Aufzeichnungen der Mönche der Furness Abbey wird Rampside 1292 das erste Mal erwähnt. 
Im 18. Jh. war Rampside größer als Barrow-in-Furness und ein bekannter Badeort. Der Dichter William Wordsworth besuchte den Ort häufig.
Das Dorf besitzt einen kleinen Hafen und liegt an der Festlandseite des Damms, der Roa Island mit dem Festland verbindet. Die wichtigsten Arbeitgeber des Ortes sind der Rampside Gas Terminal und die Rosecote Power Station. Erdgas aus Erdgasfeldern in der Morecambe Bay und der Irischen See kommt hier an Land und betreibt u. a. auch das Kraftwerk Rosecote.